# مجموعه قلعه سام
مجموعه قلعه سام مربوط به دوره ساسانیان است و در شهرستان چرداول، روستای چم بور واقع شده و این اثر در تاریخ ۱۷ اسفند ۱۳۸۱ با شمارهٔ ثبت ۷۹۹۸ به‌عنوان یکی از آثار ملی ایران به ثبت رسیده‌است.
قلعه سام در روستای چم‌بور (زبان کوردی با گویش لکی) از توابع شهرستان چرداول در استان ایلام قرار دارد. قدمت این قلعه به عهد ساسانیان می‌رسد كه بر فراز یكی از كوه‌های پیرامون روستای چم‌بور بنا شده و كوه مزبور نیز به نام سام معروف شده است. این قلعه دارای 2 برج در شمال و شمال غربی می‌باشد كه ارتفاع هر یك از آن‌ها حدود 12 متر است. اتاق‌هایی جهت نگاهبانی از تأسیسات داخلی و محافظت از حكمرانان ناحیه در دل صخره‌ها تعبیه شده است. در قسمت جنوب غربی قلعه، آثار چهار طاقی یا آتشكده‌ای دیده می‌شود كه گویا در زمان تسلط عرب‌ها به صورت مسجد درآمده است. در كنار قلعه درخت‌های چنار كهنسال با قدمتی حدود 500 سال وجود دارند. علاوه بر آن‌ها چشمه‌های آب گوارا و همچنین ریشه درختی به نام عود یا هئومه كه از آن در اعیاد و جشن‌ها استفاده می‌شده یافت شده است.